# 狄雲漢
狄雲漢（15世紀—16世紀），字天章，號餘夫，南直隸蘇州府太倉州沙溪人，明朝政治人物。

## 生平
狄雲漢是成化十年（1474年）甲午科順天鄉試舉人，授沅江知縣，為政崇尚寬簡，令人民愛戴，餘暇時經常攜帶妻子出遊，縣民都跟著他們提供食物。湖廣多盜賊，他就任後賊人就不曾進入沅江，巡撫巡視時發現沅江沒有訟事，嘉獎他然後感歎離去。九年後他調任臨清州判官，因為不能負荷州內繁重事務，兩個月後就稱病辭官，回鄉後沒有居所，就在廬虞山下租屋暫住，題名「乾坤一草亭」，有田二十五畝在湖邊，卻貧瘠不能耕種，經常斷炊，每天妻子煮麥粥食用，也怡然地吟詠如故，常熟知縣楊子器為其建屋永久居住。

## 引用
1. 1 2  民國《太倉州志·卷十八·人物二》：狄雲漢，字天章，沙溪人，由常熟學諸生入國子監，成化十年順天舉人，知沅江縣，政尚清淨民皆愛信，郊外有名山，無事攜妻子出遊，民牽婦稚供果茗，群掖輿以行，因語父老：「自愛我數遊，汝曷勝供。」皆喜而拜。湖盜故橫終雲漢，任盜不入境，都御史馬溥然行縣怪無訟者，令隸呼之無一應，嘉歎去；九年秩滿調臨清州判，州水陸會將迎不暇，居兩月以疾歸，僦廬虞山下，舊田在湖壖磽不任耕，時或斷炊，縣令楊子器聞之曰：「先生缺四壁矣。」就沙溪薄置田宅奉雲漢歸。
2. ↑  《大清一統志·卷二百八十》：狄雲漢 太倉人，成化間授沅江縣，縣俗朴野，雲漢尚寬靜，民愛信之，巡撫嘗按部至，無一人訟者，歎其德化而去，秩滿行橐蕭然。
3. ↑  《漱華隨筆·卷四》：狄雲漢任臨清通判，自免歸，無宅以居。沈石田為作買宅，疏棲數椽於山，述扁曰乾坤一草亭。每閉戶斷炊，吟嘯不輟，好事或饋之，非其義不受也。邑令楊子器為置田二十五畝於湖壖，因戲自號曰餘夫，旋亦廢之。
4. ↑  萬斯同《明史·卷二百六十一·列傳一百十二》：故沅江知縣狄雲漢者，太倉人也。……雲漢嘗領順天鄉薦治沅江，以寬簡稱，既歸囊橐蕭然，惟故田二十五畝，因自號餘夫，然磽不任耕，時至斷炊，日亭午妻進麥粥，輒啜粥行吟如故，竟以壽終。